# Kansas (banda)
Kansas é uma banda de rock americana que se tornou popular durante a década de 1970, inicialmente em paradas de album-oriented rock e mais tarde com singles de sucesso como "Carry On Wayward Son" e "Dust in the Wind". Dave Hope (baixo), Phil Ehart (bateria), Robby Steinhardt (violino e vocal), Steve Walsh (teclado e vocal) e Rich Williams (guitarra) formaram a banda White Clover em sua cidade natal de Topeka, Kansas. Depois da entrada de Kerry Livgren (teclado e guitarra) o nome da banda foi mudado para Kansas.
O primeiro álbum do grupo intitulava-se simplesmente Kansas e foi apenas o trampolim para o êxito dos que viriam depois: "Song for America", "Masque", "Point of Know Return" e "Leftoverture", esses dois últimos ganharam vários prêmios. A banda se destacou ao emplacar clássicos como "Carry on Wayward Son", "Song for America", "The Wall" e outras. Desta época também surgiu o maior sucesso do Kansas, a balada "Dust in the Wind".
Como o sucesso traz junto a discórdia, os integrantes começaram a se desentender no que resultou na saída de Steve Walsh e, posteriormente, de Robbie Steinhardt, Dave Hope e Kerry Livgren .
No ano de 1980 o Kansas lança o álbum "Audio Visions", o último com a formação original. Então, o cantor principal, Steve Walsh, deixa a banda para começar sua carreira solo.  O Kansas grava com John Elefante (teclados e vocais) os álbuns "Vinyl Confessions" e "Drastic Measures", com os quais a banda emplacou os hits "Play the game tonight" e "Fight fire with fire" . Apesar de não seguirem mais a linha progressiva dos álbuns anteriores a banda manteve sua popularidade intacta.
Um novo período de mudanças surge na banda, segue-se uma coletânea e em 1986 eles lançam novo trabalho na praça, trata-se de "Power". Um álbum totalmente voltado para o hard rock, influência de Steve Morse que estreava na guitarra e com a volta de Steve Walsh nos teclados e vocais.O álbum traz um bom resultado, colocando o Kansas de igual para igual com as bandas de hard da época. Este disco contém excelentes canções como é o caso de "Silhouettes in disguise", "All I Wanted" e "Three Pretenders".
Seguem com um álbum conceitual: "The spirits of Things", onde se destaca a canção "The Preacher". Vale apena frisar que desde algum tempo, a qualidade da voz de Steve Walsh estava decaindo o que dificultava as apresentações ao vivo. O Kansas já começava a perder suas forças, lança,então, álbuns ao vivo e um Box set para tentar "equilibrar as finanças". Entretanto, o grupo acaba se separando.
A banda permaneceu um tempo longe da mídia, mas retornou com força total em 1995 com o álbum "Freaks of Nature", Este disco mostrou um lado mais pesado da banda, que contava com a volta do som do violino à banda com a entrada de David Ragsdale. É um álbum potente e agressivo e tem como destaque as músicas "Desperate Times", "Hope once again" e "Black phatom 4".
Depois veio o disco de regravações de canções principais que se chama "Always Never the Same" que tem a participação da "The London Shymphony Orchestra". Este trabalho traz a volta de Robbie Steinhardt (violino e vocais) e a busca de resgatar um som mais progressivo,  tendo como grande surpresa uma regravação de "Eleonor Rigby" dos Beatles.
No ano 2000 a banda grava "Somewhere to Elsewhere", o último com a formação original, resgatando o som dos anos setenta com ênfase num instrumental complexo, requintado e potente.

## História

### 1970-1973: o início e mudanças na formação

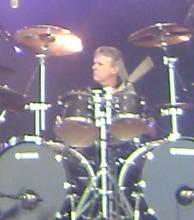
Phil Ehart, membro da formação original da banda.

Dave Hope (baixo), Phil Ehart (bateria) e Kerry Livgren (guitarra e posteriormente teclado) formaram o Kansas em 1970 em sua cidade natal Topeka, junto com o vocalista Lynn Meredith, o tecladista Don Montre, o tecladista Dan Wright e o saxofonista Larry Baker. Essa formação durou até 1971, quando Ehart deixou a banda para morar na Inglaterra, sendo substituído por Zeke Lowe e posteriormente Brad Schulz. Hope foi substituído por Rod Mikinski, e Baker foi substituído por John Bolton, que além de saxofonista era flautista.
Nesse meio tempo Ehart e Hope montam a banda White Clover com Robby Steinhardt (violino e vocal), Steve Walsh (teclado e vocal) e Rich Williams (guitarra). Eles mudaram seu nome para Kansas quando recrutaram Livgren do outro grupo Kansas, que havia terminado.

### 1974-1979: sucesso gradual
O primeiro álbum Kansas foi lançado em 1974, e mostrou um misto de guitarra, teclados, vocais e violinos em estilo boogie-rock, dotado de arranjos complexos e mudanças de tempo. Durante meados da década de 70 eles se desenvolveram como uma das maiores bandas da época para se assistir ao vivo, um espetáculo que lotava grandes arenas e salas de concerto.
Com o sucesso do hit Carry On Wayward Son, o quarto álbum da banda Leftoverture (1976) teve bastante sucesso comercial. O álbum seguinte, Point of Know Return (1977), continha a faixa Dust in the Wind, que se tornou sucesso ainda maior que o álbum anterior. Ambos os álbuns venderam mais de quatro milhões de cópias nos Estados Unidos, e possuem os maiores hits da banda. O álbum de 1979 Monolith, que continha letras influenciadas pelo Livro de Urântia, foi menos popular, apesar de incluir o hit People of the South Wind.

### 1980-1983: tensões e direções diferentes
O Kansas passou por momentos de reformulação no início dos anos 80. Kerry Livgren se converteu ao cristianismo, o que refletiu-se em suas letras nos próximos três álbuns, começando por Audio-Visions. Dave Hope acabou se convertendo ao cristianismo da mesma maneira, e Walsh considerou que a banda estava se movendo para outra direção. Como resultado ele deixou a banda para formar o Streets, sendo substituído pelo vocalista John Elefante, também convertido ao cristianismo, e que, juntamente com seu irmão Dino, se tornou conhecido posteriormente por produzir álbuns para as bandas de rock cristão Petra e Shout.
O primeiro álbum do Kansas com Elefante foi Vinyl Confessions, lançado em 1982, e foi seu álbum mais bem-sucedido desde Point of Know Return. As letras cristãs do álbum atraíram um novo público de evangélicos à banda.
Em 1983 o Kansas se reuniu para gravar novo álbum, mas as mudanças na banda de Audio-Vision estava ressurgindo. Robby Steinhardt não compareceu para gravar o álbum. Kerry Livgren estava segurando seus melhores materiais para a gravação de um segundo álbum solo. O álbum Drastic Measures acabou sendo escrito em sua maioria pelos irmãos Elefante, com somente três faixas por Livgren. As mudanças na direção musical da banda se assemelhavam ao som de bandas dos anos 1980 como Loverboy e Foreigner. Livgren sentia pressão da indústria musical para produzir materiais mais comerciais, o que ironicamente levou ao fracasso comercial, enquanto seus sucessos antigos não tinham a intenção de se tornarem hits.
Durante os anos de Elefante no Kansas, Livgren e Hope se sentiam mais distantes dos outros membros da banda, e Livgren se sentia desconfortado com o Kansas representando somente sua visão cristã. Após uma apresentação em 31 de dezembro de 1983, Livgren e Hope deixaram a banda para formar o AD, com o ex-membro do Bloodrock Warren Ham (que já havia participado em turnê com o Kansas em 1982) e Michael Gleason (que já havia participado em turnê com o Kansas em 1983). O baterista Dennis Holt também se juntou à nova banda. Elefante, Ehart e Williams continuaram seu trabalho na banda, como demonstrado pela música nova adicionado no álbum de compilações The Best of Kansas (1984), mas Elefante deixou a banda logo depois.

### 1985-atualmente: reformulação
Em 1986 a banda voltou às atividades, lançando o álbum Power, junto com o baixista Billy Greer (com quem Walsh já havia trabalhado no Streets), o guitarrista Steve Morse. Para espanto, essa formação não incluía um violinista (apesar de Morse fazer esse papel na execução de Dust in the Wind em apresentações). All I Wanted se tornou o último single do Kansas a chegar as 20 primeiras posições nas paradas. Em 1988 foi lançado o segundo álbum com a mesma formação, In the Spirit of Things, o favorito entre diversos membros da banda mas um fracasso comercial. No final da turnê do mesmo álbum Morse deixou a banda.
Em 1990, um promotor musical alemão reuniu os membros originais da banda, com exceção de Steinhardt, para uma turnê pela Europa. Green se reuniu com a banda, junto como tecladista Greg Robert, que já participava das turnês da banda desde a época de Morse. No final da turnê Hope deixou novamente a banda. Livgren acabou se mantendo até a turnê de 1991, sendo substituído até o final da turnê novamente por Steve Morse. Essa turnê também contava com a presença de David Ragsdale no violino. Essa formação (Ehart, Greer, Ragsdale, Robert, Walsh e Williams) se manteve até 1997. Nesse período foi lançado um álbum ao vivo, Live at the Whiskey (1992), e o álbum Freaks of the Nature, um retorno ao período clássico da banda, mas sem sucesso.
Em 1997 Robert e Ragsdale deixaram a banda, e Robby Steinhardt retornou. Eles gravaram Always Never the Same, com a presença da "London Symphony Orchestra". As turnês continuaram nos anos seguintes, mas a banda não conseguiu atingir novamente a grande popularidade e noticiário de outrora.
No ano 2000 a banda grava "Somewhere to Elsewhere" com os membros originais mais o baixista Billy Greer. Este trabalho é todo composto por Kerry Livgren que foi o principal compositor da banda no período áureo dos anos 70. O álbum é o canto do cisne do grupo com canções memoráveis, grandes arranjos e belos momentos instrumentais. Este cd pode ser considerado, musicalmente falando,  a obra mais importante desde do disco "Monolith" de 1978.
Em 2002, a formação do Kansas anterior ao primeiro álbum lançou o álbum de demos e gravações ao vivo de 1971-1973. Por questões legais e por não quererem usar o nome da formação de sucesso para promover o novo material, decidiram usar o nome Proto-Kaw. O grupo acabou lançando outro álbum em 2004, Before Became After, e um terceiro em 2006, The Wait of Glory.
Em abril de 2021, o guitarrista Zakk Rizvi, que havia entrado em 2016, deixa o grupo para focar em novos projetos.
Em novembro de 2022, a banda anunciou o lançamento de um novo disco, denominado "Another Fork In  The Road – 50 Years Of Kansas", com lançamento a ser realizado ao dia 09 de dezembro de 2022. O disco tem como intuito comemorar a trajetória da banda que, em 2023, completará 50 anos de existência. O álbum reunirá os maiores sucessos da bando ao longo das 05 décadas que marcaram a história do Rock Progressivo mundial. 

## Integrantes
| - Phil Ehart - bateria (1973–1984, 1985–presente) - Rich Williams - guitarra (1973–1984, 1985–presente) - Billy Greer - baixo (1985–presente) e vocal (1999–presente) - David Ragsdale - violino e guitarra (1991–1997, 2006–presente) - Ronnie Platt - vocal e teclado (2014–presente) - Zak Rizvi - guitarra (2016–presente) - Tom Brislin - teclado (2018–presente) | - Steve Walsh – vocal, teclado, sintetizador e percussão (1973–1981, 1985–2014) - Robby Steinhardt - violino e vocal (1973–1983, 1997–2006) - Kerry Livgren - guitarra e teclado (1973–1983, 1990–1991, 1999–2000) - Dave Hope - baixo (1973–1983, 1990, 2000) - John Elefante - vocal e teclado (1981-1984), guitarra (1983-1984) - Steve Morse - guitarra (1985–1989, 1991) - Greg Robert - teclado (1990–1997) - David Manion - teclado (2014–2018) |

## Discografia
| - 1974 - Kansas - 1975 - Song for America - 1975 - Masque - 1976 - Leftoverture - 1977 - Point of Know Return - 1979 - Monolith - 1980 - Audio-Visions - 1982 - Vinyl Confessions - 1983 - Drastic Measures - 1986 - Power - 1988 - In the Spirit of Things - 1995 - Freaks of Nature - 1998 - Always Never the Same - 2000 - Somewhere to Elsewhere - 2016 - The Prelude Implicit - 2020 - The Absence of Presence - 1978 - Two for the Show - 1992 - Live at the Whisky - 1998 - King Biscuit Flower Hour Presents Kansas - 2002 - Device, Voice, Drum - 2003 - From The Front Row...Live! - 2009 - There's Know Place Like Home | - 1975 - "Song for America" - 1976 - "Carry On Wayward Son" - 1977 - "Point of Know Return" - 1978 - "Dust in the Wind" - 1978 - "Portrait (He Knew)" - 1979 - "People of the South Wind" - 1980 - "Hold On" - 1982 - "Play the Game Tonight" - 1983 - "Fight Fire With Fire" - 1986 - "All I Wanted" - 2016 - "Visibility Zero" - 1984 - The Best of Kansas - 1992 - Carry On - 1998 - The Kansas Boxed Set - 1999 - The Best of Kansas (expandido) - 2002 - The Ultimate Kansas - 2004 - Sail On: The 30th Anniversary Collection - 2005 - On the Other Side (relançamento de Carry On) - 2006 - Works in Progress |